# Harold Christensen
Harold Christensen (Brigham City, 25 dicembre 1904 – San Anselmo, 20 febbraio 1989) è stato un ballerino, coreografo e maestro di balletto statunitense.

## Biografia
Proveniente da una grande famiglia di ballerini americani, la sua carriera è fortemente legata al San Francisco Ballet e in particolare alla San Francisco Ballet School, della quale fu il direttore dal 1942 al 1975. Fu sotto la sua direzione che la scuola acquisì una fama internazionale.
Come i suoi fratelli Lew e Willam, Harold Christensen iniziò la sua formazione in danza classica con suo zio che era maestro di danza prima di dedicarsi alla formazione professionale a New York.
Nel 1935 ballò al Metropolitan Opera di New York con l'American Ballet, la nuova compagnia di George Balanchine.
I fratelli Christensen ricevettero diversi premi e riconoscimenti per il loro contributo al mondo della danza, tra cui il Dance Magazine Award nel 1973 e il Capezio Dance Award nel 1983.